# Куба на Олимпијским играма
Куба се први пут појавила на Олимпијским играма 1900. године и слала је своје спортисте на већину касније одржаних Летњих олимијских игара.
На Зимским олимпијским играма Куба никада није учествовала. Кубански представници су закључно са Олимпијским играма одржаним 2016. године у Рио де Жанеиру освојили укупно 221 медаља, све на Летњим олимпијским играма и од тога 78 златних.
Национални олимпијски комитет Кубе (Comité Olímpico Cubano) је основан 1926. а признат од стране Међународног олимпијског комитета 1954. године.

## Медаље

### Освојене медаље на ЛОИ
| Учешће и освојене медаље Кубе на ЛОИ |                       |                       |                       |                       |                       |                       |                       |                       |                       |                       |
| ЛОИ                                  | Носилац заставе       | Учешће                | Муш.                  | Жене                  | спорт.                | Злато                 | Сребро                | Бронза                | Укупно                | Ранг                  |
| 1896 Атина                           | Куба није учествовала | Куба није учествовала | Куба није учествовала | Куба није учествовала | Куба није учествовала | Куба није учествовала | Куба није учествовала | Куба није учествовала | Куба није учествовала | Куба није учествовала |
| 1900 Париз                           |                       |                       |                       |                       |                       | 1                     | 1                     | 0                     | 2                     |                       |
| 1904 Сент Луис                       |                       |                       |                       |                       |                       | 4                     | 2                     | 3                     | 9                     |                       |
| 1908 Лондон                          | Куба није учествовала | Куба није учествовала | Куба није учествовала | Куба није учествовала | Куба није учествовала | Куба није учествовала | Куба није учествовала | Куба није учествовала | Куба није учествовала | Куба није учествовала |
| 1912 Стокхолм                        | Куба није учествовала | Куба није учествовала | Куба није учествовала | Куба није учествовала | Куба није учествовала | Куба није учествовала | Куба није учествовала | Куба није учествовала | Куба није учествовала | Куба није учествовала |
| 1920 Антверпен                       | Куба није учествовала | Куба није учествовала | Куба није учествовала | Куба није учествовала | Куба није учествовала | Куба није учествовала | Куба није учествовала | Куба није учествовала | Куба није учествовала | Куба није учествовала |
| 1924 Париз                           |                       |                       |                       |                       |                       | 0                     | 0                     | 0                     | 0                     |                       |
| 1928 Амстердам                       |                       |                       |                       |                       |                       | 0                     | 0                     | 0                     | 0                     |                       |
| 1932 Лос Анђелес                     | Куба није учествовала | Куба није учествовала | Куба није учествовала | Куба није учествовала | Куба није учествовала | Куба није учествовала | Куба није учествовала | Куба није учествовала | Куба није учествовала | Куба није учествовала |
| 1936 Берлин                          | Куба није учествовала | Куба није учествовала | Куба није учествовала | Куба није учествовала | Куба није учествовала | Куба није учествовала | Куба није учествовала | Куба није учествовала | Куба није учествовала | Куба није учествовала |
| 1948 Лондон                          |                       |                       |                       |                       |                       | 0                     | 1                     | 0                     | 1                     |                       |
| 1952 Хелсинки                        |                       |                       |                       |                       |                       | 0                     | 0                     | 0                     | 0                     |                       |
| 1956 Мелбурн и Стокхолм              |                       |                       |                       |                       |                       | 0                     | 0                     | 0                     | 0                     |                       |
| 1960 Рим                             |                       |                       |                       |                       |                       | 0                     | 0                     | 0                     | 0                     |                       |
| 1964 Токио                           |                       |                       |                       |                       |                       | 0                     | 1                     | 0                     | 1                     |                       |
| 1968 Мексико Сити                    |                       |                       |                       |                       |                       | 0                     | 4                     | 0                     | 4                     |                       |
| 1972 Минхен                          |                       |                       |                       |                       |                       | 3                     | 1                     | 4                     | 8                     |                       |
| 1976 Монтреал                        |                       |                       |                       |                       |                       | 6                     | 4                     | 3                     | 13                    |                       |
| 1980 Москва                          |                       |                       |                       |                       |                       | 8                     | 7                     | 5                     | 20                    |                       |
| 1984 Лос Анђелес                     | Куба није учествовала | Куба није учествовала | Куба није учествовала | Куба није учествовала | Куба није учествовала | Куба није учествовала | Куба није учествовала | Куба није учествовала | Куба није учествовала | Куба није учествовала |
| 1988 Сеул                            | Куба није учествовала | Куба није учествовала | Куба није учествовала | Куба није учествовала | Куба није учествовала | Куба није учествовала | Куба није учествовала | Куба није учествовала | Куба није учествовала | Куба није учествовала |
| 1992 Барселона                       |                       |                       |                       |                       |                       | 14                    | 6                     | 11                    | 31                    |                       |
| 1996 Атланта                         |                       |                       |                       |                       |                       | 9                     | 8                     | 8                     | 25                    |                       |
| 2000 Сиднеј                          |                       |                       |                       |                       |                       | 11                    | 11                    | 7                     | 29                    |                       |
| 2004 Атина                           |                       |                       |                       |                       |                       | 9                     | 7                     | 11                    | 27                    |                       |
| 2008 Пекинг                          |                       |                       |                       |                       |                       | 3                     | 9                     | 12                    | 24                    |                       |
| 2012 Лондон                          |                       |                       |                       |                       |                       | 5                     | 3                     | 7                     | 15                    |                       |
| 2016 Рио де Жанеиро                  |                       |                       |                       |                       |                       | 5                     | 2                     | 4                     | 11                    |                       |
| 2020. Токио                          |                       |                       |                       |                       |                       |                       |                       |                       |                       |                       |
| 2024. Париз                          |                       |                       |                       |                       |                       |                       |                       |                       |                       |                       |
| 2028. Лос Анђелес                    | предстојећи догађај   |                       |                       |                       |                       |                       |                       |                       |                       |                       |
| 2032. Бризбејн                       | предстојећи догађај   |                       |                       |                       |                       |                       |                       |                       |                       |                       |
| Укупно                               |                       |                       |                       |                       |                       | 78                    | 67                    | 75                    | 220                   |                       |

### Преглед освојених медаља по спортовима на ЛОИ
Стање после ЛОИ 2016.
| Спорт         | злато | сребро | бронза | Укупно |
| ------------- | ----- | ------ | ------ | ------ |
| Атлетика      | 11    | 12     | 17     | 40     |
| Бејзбол       | 3     | 2      |        | 5      |
| Бициклизам    |       | 1      |        | 1      |
| Бокс          | 37    | 19     | 17     | 73     |
| Дизање тегова | 2     | 1      | 2      | 5      |
| Једрење       |       | 1      |        | 1      |
| Кајак и кану  |       | 3      |        | 3      |
| Кошарка       |       |        | 1      | 1      |
| Мачевање      | 5     | 5      | 6      | 16     |
| Одбојка       | 3     |        | 2      | 5      |
| Пливање       |       | 1      | 1      | 2      |
| Рвање         | 9     | 6      | 8      | 23     |
| Стрељаштво    | 1     |        | 3      | 4      |
| Теквондо      | 1     | 2      | 2      | 5      |
| Џудо          | 6     | 14     | 16     | 36     |
| Укупно (15)   | 78    | 67     | 75     | 220    |